# Archidium elatum
Espèce
Statut de conservation UICN

 NT  : Quasi menacé
Archidium elatum est une espèce de plantes de la famille des Archidiaceae. C'est une mousse présente en Nouvelle-Zélande et en Australie.